# Heemschutserie

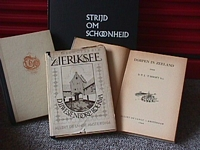
Boeken uit de Heemschutserie

De Heemschutserie was een reeks van 74 delen die verschenen zijn tussen 1940 en 1954 bij uitgeverij Allert de Lange in Amsterdam, onder redactie van de Bond Heemschut. De reeks bevat onderwerpen over steden, dorpen en diverse aspecten van de Nederlandse volkskunst zoals: gevelstenen, sloten en sleutels, luidklokken, tegels, tuinen en buitenplaatsen.
 
Er zijn ook enige delen over steden in België en één deel over Batavia, Indonesië.

## Uitgebrachte delen
- 1. - Kok, A.A. - De historische schoonheid van Amsterdam - 1941
- 2. - Thijsse, Dr Jac. P. - Een jaar in Thysse’s hof : lente, zomer, herfst, winter - 1940
- 3. - Schukking, W.H. - De oude vestingwerken van Nederland - 1941
- 4. - Pluym, Prof. W. v.d. - Het Nederlandsche binnenhuis 1450-1650 - 1941
- 5. - Koster, F. - Ons schoone land - 1941
- 6. - Honig, Dr. G.N. - De vroege middeleeuwen in Holland - 1941
- 7. - Kuile, Engelbert Hendrik ter -  De torens van Nederland - 1941
- 8. - Belonje, Mr. Dr. J. - Steenen charters - 1941
- 9. - Hooft, P. J. ’t -  Nederlandsche boerderijen -  	1941
- 10. - Kerkmeijer, Johan Christiaan -  De historische schoonheid van Hoorn - 1941
- 11. - Overdijkink, Ir. G.A. - Langs onze wegen - 1941
- 12. - Kok, A.A. - Amsterdamsche woonhuizen - 1941
- 13. - Sterck-Proot, Johanna M. - De historische schoonheid van Haarlem - 1942
- 14. - Houten, E. van -  Amsterdamsche merkwaardigheden -  1942
- 15. - Barendrecht-Hoen, M. - Boomen in het Nederlandsche Landschap - 1942
- 16. - Neurdenburg, Dr. E. - Groningen - 1942
- 17. - Buijtenen, Maria Petrus van -  Hindeloopen : Friesland’s elfde stede -  1942
- 18. - Bijhouwer, Jan Tijs Pieter -  Nederlandsche tuinen en buitenplaatsen -  1942
- 19. - Ottema, N. - Het Kunstambacht en de volkskunst in Friesland - 1942
- 20. - Nispen tot Sevenaer, Eugène Octave Marie van -  Nederlandsche kasteelen -  1942
- 21. - Lanschot, Frans Johan van -  De historische schoonheid van ’s-Hertogenbosch -  	1942
- 22. - Sinninghe, J.R.W. - Over Volkskunst - 1943
- 23. - Thijsse, Jacobus Pieter -  Onze duinen - 1943
- 24. - Beyerman, Johannes Jacobus -  De historische schoonheid van Dordrecht -  1943
- 25. - Bierens de Haan, Johan Abraham  -  Heemschut -  1944
- 26. - Rust, W.J. - De Gooische Dorpen - 1943
- 27. - Gelder, Hendrik Enno van -  De historische schoonheid van ’s-Gravenhage -  1943
- 28. - Graswinckel, Dirk Petrus Marius (1888-1960) -  Nederlandsche hofjes -  1943
- 29. - Alings, Hendrik Wolter -  Amsterdamsche gevelsteenen -  1943
- 30. - Wortel, Th.P.H. - Alkmaar - 1943
- 31. - Eras, Vincent J.M. -  Over sloten en sleutels -  1943
- 32. - Kessen, A.H.M.C. -  De historische schoonheid van Maastricht -  1943
- 33. - Timmermans, Ferdinand -  Luidklokken en beiaarden in Nederland -  1944
- 34. - Bouman, Arie -  Orgels in Nederland -  1943
- 35. - Neurdenburg, E. - Oude Nederlandsche majolica en tegels : Delftsch aardewerk -  	1943
- 36. - Bogtman, W. -  	Nederlandsche glasschilders -  1944
- 37. - Oerle, Hugo Anthonius van -  Oud Leiden -  1943
- 38. - Hooft, P. J. ’t  - Dorpen in Zeeland -  1944
- 39. - Hulzen, Albertus van -  Utrecht : de geschiedenis en de oude bouwwerken -  1944
- 40. - Luttervelt, Remmet van -  Schoonheid aan de Vecht -  1944
- 41. - Crone, G. C. E. -  Nederlandsche binnenschepen -  1944
- 42. - Fransen, Jan -  Schoon Enkhuizen  - 1944
- 43. - Swillens, P.T.A. -  	Nederland in de prentkunst -  1944
- 44. - Cleerdin, Vincent -  Het Brabantsche dorp -  1944
- 45. - Beckering Vinckers, J. -  De historische schoonheid van Zaltbommel -  1944
- 46. - Pluym, Prof. W.v.d. - Het Nederlandsche Binnenhuis en zijn meubels 1650-1750 deel II - 1946
- 47. - Ennema, Mr. J.H.P. - Kampen - 1946
- 48. - Meyer, Jan de - Bruggen oud en nieuw in Nederland - 1946
- 49. - Westendorp Boerma, Jacobus Johannes - De historische schoonheid van Zieriksee -  	1946
- 50. - Kloos, Ir. W.B. - De Stedebouwkundige ontwikkeling in Nederland - 1947
- 51. - Verheijen, Jan - Middeleeuwse Nederlandsche Kloosters - 1947
- 52. - Frederiks, Mr. J.W. - Nederlandsche Penningkunst - 1947
- 53. - Graft, Dr. C.C. v.d. - Volksgebruiken op hoogtijdagen - 1947
- 54. - Beisterveld, Johannes Jos. Alphonsus Leonardus -  Het monumentale dak -  1948
- 55. - Kok, A.A. - Edam, de schoone slaapster - 1946
- 56. - Renaud, J.G.N. - Nederlandsch Gebruiksaardewerk - 1946
- 57. - Steenkamp, J.C.P.W.A. - Heraldiek in kunsthistorischen en aesthetischen zin - 1948
- 58. - Hasselt, Dr. J.F.B van  - Amersfoort, rondom zijn Toren - 1948
- 59. - Ouwejan, R.J.W. - Het Nederlandsche Schrift - 1948
- 60. - Sigal, M.C. - De drie Maassteden - 1948
- 61. - Lattin, Amand de - Fortuin van Antwerpen - 1948
- 62. - Luttervelt, Remmet van -  De Stichtsche lustwarande - 	1949
- 63. - Lugard, G.J. - De stad van Geert Grote, Deventer - 1949
- 64. - Slootmans, Cornelis J.F. -  Bergen op Zoom, de stad der markiezen - 1949
- 65. - Van Hammée, F.O. -  Mechelen : oude hoofdstad van de Nederlanden 1949
- 66. - Schellekens, Jozef -  Turnhout : de hoofdstad van de Kempen -  1949
- 67. - Kok, IJsbrand -  De Hollandse tegel : met afbeeldingen uit eigen verzameling -  1949
- 68. - Luykx, Theo -  Brugge : de oude Zwinstad -  1949
- 69. - Boonenburg, K. -  De windmolens -  1949
- 70. - Kleijn, A. -  Dorpen in Drenthe -  1949
- 71. - Pluym, Prof. W.v.d - Het Nederlandse Binnenhuis 1750-1800 - 1951
- 72. - Hudig, C.J. - Zilver van de Nederlandse Edelsmid - 1951
- 73. - Huygen, C.A. - Zuid Limburg, ons oudste cultuurland -  	1951
- 74. - Breunin, H.A. - Het voormalige Batavia - 1954